# BMW 303
BMW 303 är en personbil, tillverkad av den tyska biltillverkaren BMW mellan 1933 och 1934.
I februari 1933 introducerades BMW:s första sexcylindriga bil, BMW 303. Det var även den första modell som använde den märkestypiska njurformade kylarmaskeringen. Motorn konstruerades genom att lägga till två extra cylindrar till den befintliga 3/20-motorn. Även chassit var vidareutvecklat från 3/20-modellen, men här gick man tillbaka till stel bakaxel.

## Motor
| Modell | Motor              | Cylindervolym | Effekt | Bränslesystem |
| ------ | ------------------ | ------------- | ------ | ------------- |
| 303    | 6-cyl radmotor ohv | 1182 cm³      | 30 hk  | Förgasare     |